# Fransoa Kene
Fransoa Kene (francuski: ; 4. jun 1694 – 16. decembar 1774) bio je francuski ekonomista i lekar iz fiziokratske škole. On je poznat po tome što je 1758. objavio rad „Tableau économique” (Ekonomska tabela), koji je pružio temelje idejama fiziokrata. Ovo je verovatno prvo delo kojim se pokušano da se analitički opiše funkcionisanje ekonomije, i kao takvo može se posmatrati kao jedan od prvih važnih doprinosa ekonomskoj misli. Njegov rad Le Despotisme de la Chine, napisan 1767. godine, opisuje kinesku politiku i društvo, i njegovu sopstvenu političku podršku ustavnom despotizmu.

## Život
Kene je rođen u Mereu u blizini Versaja, kao sin advokata i malog zemljišnog vlasnika. Kad mu je bilo šesnaest godina učio je za hirurga,  i uskoro nakon toga je otišao u Pariz, gde je studirao medicinu i hirurgiju. Nakon što se kvalifikovao za majstora-hirurga, nastanio se i otvorio ordinaciju u Mant la Žoliju. Godine 1737, postavljen je za stalnog sekretara hirurške akademije koju je osnovao Fransoa Gigo de la Pejron, i postao je jedan od lekara kralja Luja XV. Godine 1744, on je diplomirao kao doktor medicine; i kasnije je postao prvi kraljevski lekar, i postavljen je u Versajsku palatu. Njegov stan bio je na međuspratu (entresol), po čemu su Reunions de l'entresol dobili ime. Luj XV je veoma cenio Kenea i nazivao ga je svojim misliocem. Kad mu je dao plemićki status, uručio mu je tri cveta dan i noć (čije ime je izvedeno od pensée, što na francuskom znači misao), sa latinskim motom Propter cogitationem mentis.
Nakon toga se uglavnom posvetio ekonomskim studijama, ne učestvujući u dvorskim intrigama koje se neprestano odvijale oko njega. Oko 1750. godine upoznao se sa Žak Klod Mari Vensan de Gurneom (1712–1759), koji je takođe bio ozbiljan istraživač na ekonomskom polju; a oko ova dva ugledna čoveka postepeno se formirala filozofska grupa ekonomista, ili, kako se se kasnije radi razlikovanja nizivali, fiziokrate. Najistaknutiji sledbenici iz ove grupe bili su stariji Mirabo (autor dela L'Ami des hommes, 1756–60, i Philosophie rurale, 1763), Nikolas Bordo (Introduction a la philosophie économique, 1771), Gijom-Fransoa le Trosne (De l'ordre social, 1777), Andre Morelet (najpoznatiji po polemici s Galanijem o slobodi trgovine žitom za vreme rata brašnom), Lemersje de La Rivjer i du Pont de Nemurs. Adam Smit je, tokom boravka na kontinentu, sa mladim vojvodom od Bukluom 1764–1766, proveo neko vreme u Parizu, gde je upoznao Kenea i neke od njegovih sledbenika; on je odao veliku počast njihovim naučnim doprinosima u svom delu Bogatstvo nacija.

## Radovi
Njegovi ekonomski spisi sabrani su u drugi tom dela Principaux économistes, u izdanju Gilauma, Pariz, sa predgovorom i beleškama Ežena Dera; takođe su njegovi Oeuvres économiques et philosophiques sakupljeni sa uvodom i beleškom Avgusta Onkena (Frankfort, 1888); faksimilni reprint Tableau économique, iz originalnog rukopisa, objavila je Britanska ekonomska asocijacija (London, 1895). Njegovi drugi spisi bili su članak „Evidencija” u Encyclopédie, i Istraživanje dokaza geometrijskih istina, sa Projekatom novih geometrijskih elemenata, 1773. Keneov Elož je u francuskoj Akademiji nauka izrekao Granžo de Foši (pogledajte Rokel akademije, 1774, str. 134). Takođe pogledajte marmontelove radove, Mémoires; Mémoires de Mme. du Hausset; H. Higov rad Fiziokrate (London, 1897).

### Ekonomija
Godine 1758, on je objavio delo Tableau économique (Ekonomska tabela), koje je postavilo temelje ideja fiziokrata. Ovo je bio možda prvi rad koji je pokušao da opiše funkcionisanje privrede na analitički način, i kao takav se može posmatrati kao jedan od prvih važnih doprinosa ekonomskoj misli.
Publikacije u kojima je Kene izložio svoj sistem bile su sledeće: dva članka, o „Fermiers“ (farmerima) i o „Zrnju“, u Enciklopediji Didroa i Žana le Ron d'Alambera (1756, 1757); diskurs o zakonu prirode u Physiocratie Duponta de Nemours (1768); Opšte maksime ekonomske uprave poljoprivrednog carstva (1758), i istovremeno objavljen Ekonomska tabela sa njenim objašnjenjem, ili izvod iz kraljevske ušteđevine Salija (sa proslavljenim motom, Siroti seljaci, jadno kraljevstvo; jadno kraljevstvo, jadan kralj; Dijalog o trgovini i radu zanatlija; i drugi manji komadi.
Ekonomska tabela, iako je zbog svoje suvoće i apstraktne forme naišao na malo opšte naklonosti, može se smatrati glavnim manifestom škole. Keneovi sledbenici su smatrali da ima pravo na mesto među najistaknutijim proizvodima ljudske mudrosti, a stariji Mirabo je to delo nazvao, u odlomku koji je citirao Adam Smit, jednim od tri velika izuma koji su najviše doprineli za stabilnost političkih društava, a druga dva su bila sposobnost pisanja i novac. Njegov cilj je bio da se pomoću određenih formula prikaže način na koji će proizvodi poljoprivrede, koja je jedini izvor bogatstva, u stanju savršene slobode biti raspoređeni među nekoliko klasa zajednice (naime, proizvodne klase vlasnika i obrađivača zemlje, i neproduktivne klasu koju čine proizvođači i trgovci), i da predstavi drugim formulama načine distribucije koji se odvijaju pod sistemima državnih ograničenja i regulacije, sa zlim posledicama koje proističu za celo društvo iz različitih stepena takvih povreda prirodnog poretka. Iz Kenejevih teorijskih stavova sledi da je jedna stvar koja zaslužuje brigu praktičnog ekonomiste i državnika povećanje neto proizvoda; i on takođe zaključuje ono što je Smit kasnije potvrdio, na ne sasvim istom osnovu, da je interes zemljoposednika striktno i neraskidivo povezan sa opštim interesom društva. Malo luksuzno izdanje ovog dela, sa drugim delovima, štampano je 1758. godine u Versajskoj palati pod neposrednim kraljevim nadzorom, a neke od listova, kako se navodi, povukla je kraljevska ruka. Već 1767. godine knjiga je nestala iz opticaja, i nijedan njen primerak se sada ne može nabaviti; ali njena suština je sačuvana u Miraboovom delu Ami des hommes i delu Physiocratie iz Duponta de Nemoursa.

### Orijentalizam i Kina
Kene je poznat po svojim spisima o kineskoj politici i društvu. Njegova knjiga Le Despotisme de la Chine, napisana 1767. godine, opisuje njegove poglede na kineski imperijalni sistem. On je podržavao meritokratski koncept davanja političke moći naučnicima, bez glomazne aristokratije koja je karakterisala francusku politiku, i važnosti poljoprivrede za dobrobit jedne nacije. Gregori Blu piše da je Kene „hvalio Kinu kao ustavni despotizam i otvoreno se zalagao za usvajanje kineskih institucija, uključujući standardizovani sistem oporezivanja i univerzalno obrazovanje“. Blue spekuliše da je ovo možda uticalo na uspostavljanje stalnog naselja u Bengalu od strane Britanske imperije 1793. godine. Keneova interesovanja za orijentalizam takođe su bila izvor kritike. Karol Blum, u svojoj knjizi Snaga u brojevima o Francuskoj 18. veka, označava Kenea kao „apologetu orijentalnog despotizma.“
Zbog njegovog divljenja konfucijanizmu, Kenejevi sledbenici su mu dodelili titulu „Konfučije Evrope“. Keneova zaljubljenost u kinesku kulturu, kako su je opisali jezuiti, navela ga je da ubedi sina Luja XV da opona[a „oranje svete zemlje“ od strane kineskog cara da simbolizuje vezu između vlade i poljoprivrede.

### O oporezivanju
Kene je priznao tri ekonomske klase u Francuskoj: „vlasničku” klasu koju čine samo zemljoposednici, „produktivnu” klasu poljoprivrednih radnika i „sterilnu” klasu trgovaca. Kene nije video nikakvu korist za sterilnu klasu i verovao je da je produktivna sveukupno važna. Kene je posmatrao francusku poljoprivredu kao zaostalu i neproduktivnu u poređenju sa Britanijom u vreme dok je boravio u Versajskoj palati. Uprkos tome što je boravio u palati, Kene je verovao da je poljoprivreda srce privrede i od posebnog značaja za nju. Kene je tvrdio da su porezi koji se stavljaju na kultivatore štetni samo za društvo jer će ovi porezi smanjiti podsticaj za poljoprivrednu proizvodnju. Oporezivanje vlasnika ne uništava sredstva za proizvodnju, što znači da nema opadanja proizvodnje. Kene je želeo da vlasnici snose sav teret poreza u zemlji, jer je oporezivanje kultivatora ima negativne posledice za sve. Uklanjanje podsticaja od kultivatora smanjuje poljoprivrednu proizvodnju i poljoprivredni višak za koji se Kene veruje da je srce privrede. Kene se takođe protivio indirektnim porezima za razliku od direktnih poreza. Ove „indirektne poreze“ francuskoj javnosti stavljaju vlasnici čija pohlepa zahteva imunitet od oporezivanja. Direktni porezi na vlasnike nemaju uticaja na reprodukciju i ekonomski pad. Smanjenje indirektnih poreza i povećanje direktnih daju Francuzima višak poljoprivrede i finansiranja koja su im potrebna. Međutim, ovo mišljenje nije bilo veoma popularno među bogatašima sa kojima je Kene redovno provodio vreme. Proveo je deo svog vremena strahujući za svoj život u palati.

## Literatura
- Hobson, John M. (2004), The Eastern Origins of Western Civilization, Cambridge University Press, ISBN 0-521-54724-5.
- François Quesnay (1694–1774). The Concise Encyclopedia of Economics. Library of Economics and Liberty (2nd изд.). Liberty Fund. 2008.
- François Quesnay (jun 1766). „Analyse de la formule arithmétique du tableau économiqueu de la distribution des dépenses annuelles d'une Nation agricole”. Journal de l'Agriculture, du Commerce et des Finances. 2 (3): 11–41.
- Dorn, James A. (2008). „Lao Tzu (c. 600 BC)”.  Ур.: Hamowy, Ronald. Lao Tzu (C. 600 B.C.). The Encyclopedia of Libertarianism. Thousand Oaks, CA: Sage; Cato Institute. ISBN 978-1412965804. LCCN 2008009151. OCLC 750831024. doi:10.4135/9781412965811.n169. Приступљено 12. 5. 2010.

## Spoljašnje veze
- Fransoa Kene на сајту Internet Archive (језик: енглески)